# Club Alcides Vigo Hurtado
Maillots
Le Club Alcides Vigo Hurtado est un club péruvien de football disparu, basé à Lima.

## Histoire
Fondé le 27 novembre 1986, le Club Alcides Vigo Hurtado porte le nom d'un héros de la police péruvienne abattu dans l'exercice de ses fonctions, d'où son surnom de Los policiales (« les policiers »). Vainqueur en 1991 de l'Interligas de Lima, un tournoi regroupant les vainqueurs des ligues de district de la capitale du Pérou, l'Alcides Vigo fait son apparition en deuxième division l'année suivante. Il en devient le champion en 1996 sous la houlette d’Alberto Gallardo, ancienne gloire du football péruvien des années 1960, avec une équipe composée de jeunes joueurs.
Cependant, afin d'affronter le championnat du Pérou 1997, le club change de coach et remplace Alberto Gallardo par Luis Roth qui renforce l'équipe avec des joueurs plus expérimentés (Sergio Salazar, Raúl Mejía, Rivelino Muñoz, Pavel Villavicencio et Raúl Hurtado, entre autres) . Malgré un bon début de championnat et un changement d’entraîneur en cours de route (Sabino Bártoli remplaçant Luis Roth), l’Alcides Vigo n’arrive pas à se maintenir au sein de l’élite et descend en deuxième division en fin de saison.
Il est sacré une deuxième fois en D2 en 2001 mais perd le barrage de promotion-relégation aux mains du Deportivo Wanka (0-1). En 2004, il dispute sa dernière saison en D2 et retourne à sa ligue d’origine. Présent dans la ligue de district de Barranco de 2005 à 2008, il disparaît en 2009.

## Résultats sportifs

### Palmarès
| Compétitions nationales                                                                    | Compétitions régionales                        |
| - Championnat du Pérou D2 (2) : - Champion : 1996 et 2001. - Vice-champion : 1998 et 2000. | - Interligas de Lima (1) : - Vainqueur : 1991. |

### Bilan et records
- Saisons au sein du championnat du Pérou : 1 (1997).
- Saisons au sein du championnat du Pérou D2 : 12 (1992-1996 / 1998-2004).

## Personnalités historiques de l'Alcides Vigo

### Joueurs

#### Grands noms
Les internationaux péruviens Pedro Alexandro García, Guillermo Salas et Johan Fano ont joué pour le club dans les années 1990 (1995, 1997 et 1998, respectivement). Le Brésilien Eduardo Esidio y joue également en 1997 (il passerait l'année suivante à l'Universitario de Deportes dont il deviendrait l'une des idoles).

### Entraîneurs

#### Entraîneurs marquants
Champion du Pérou de 2e division à deux reprises, l'Alcides Vigo remporte son premier titre en 1996 sous les ordres d'Alberto Gallardo. Le deuxième sacre est l'œuvre du Brésilien Dorival da Silva en 2001. Roberto Mosquera et Medardo Arce sont quant à eux vice-champions de D2 en 1998 et 2000, respectivement.

#### Liste des entraîneurs
| - Alberto Gallardo (1996) - Luis Roth (1997) - Sabino Bártoli (1997) - Oscar Sánchez (1997) - Pedro Cardich (1997) | - Roberto Mosquera (1998-1999) - Moisés Barack (1999) - Medardo Arce (1999-2000) - Dorival da Silva (2001) - Ronald Amoretti (2002) - Manuel Uribe (2003) - Richard Garrido (2003-2004) - José Salinas (2004) - Marco Ipinze (2005) |